# Square du Temple – Elie-Wiesel
Square du Temple – Elie-Wiesel (do roku 2017 Square du Temple) je square v Paříži ve 3. obvodu. Je jedním z 24 náměstí, která realizoval Jean-Charles Alphand během přestavby Paříže za prefekta Haussmanna. Náměstí bylo pojmenováno po sídle templářů, na jehož místě se rozkládá. V roce 2017 bylo náměstí přejmenováno na počest spisovatele Eliezera Wiesela (1928–2016). Jeho rozloha je 7 700 m2.

## Poloha
Square, které se nachází v prostoru bývalé templářské komendy, vymezují ulice Rue de Bretagne na jihu, Rue Eugène-Spuller na východě, Rue Perrée na severu a Rue du Temple na západě.

## Vybavení
V zahradě roste 71 stromů a celkem 191 druhů rostlin včetně mnoha exotických druhů, jako například líska byzantská, jinan dvoulaločný, jerlín japonský, dřezovec trojtrnný, lapina jasanolistá, svitel latnatý, cedr, čínská kdoule.
V zahradě stojí hudební altán postavený v roce 1900, dětské hřiště, fontány a jezírko s umělým vodopádem. Mříž kolem parku navrhl architekt Gabriel-Jean-Antoine Davioud.
K výzdobě patří i dvě sochy. První je básníka Pierra Jeana de Bérangera, který žil v nedaleké ulici, která později získala jeho jméno (Rue Béranger). Jedná se o už o druhou jeho sochu. Původní bronzová z roku 1855 byla zničena v roce 1942. Ta byla nahrazena v roce 1953 dnešní kamennou sochou. Další socha je busta na podstavci věnovaná skladateli B. Wilhelmovi (1781–1842).
Dne 26. října 2007 byl uprostřed trávníku odhalen pomník, na kterém jsou jména a věk 85 židovských dětí od 2 měsíců do 6 let, které žily ve 3. okrese, a byly v letech 1942–1944 deportovány a usmrceny v Osvětimi.